# Syngman Rhee
Syngman Rhee o bé Yi Seung-man (en coreà hangul: 이승만; en coreà hanja: 李承晩) (Haeju (ara a Corea del Nord), 26 de març de 1875 – Honolulu (Hawaii), 19 de juliol de 1965) fou el primer president del Govern Provisional de la República de Corea, a l'exili (1919-1925), i també el primer de la República de Corea o Corea del Sud (1948-1960). Aquest seu segon mandat es va veure fortament afectat per les tensions de la Guerra Freda a la península de Corea.
Rhee va ser un dictador anticomunista i va liderar Corea del Sud durant la Guerra de Corea. Va haver de dimitir a causa de les protestes populars pels resultats dubtosos d'unes eleccions. Va morir exiliat als Estats Units d'Amèrica.